# Besny-et-Loizy
Besny-et-Loizy – miejscowość i gmina we Francji, w regionie Hauts-de-France, w departamencie Aisne.
Według danych na styczeń 2014 roku gminę zamieszkiwało 387 osób, a gęstość zaludnienia wynosiła 39,4 osób/km².